# 28618 Scibelli
28618 Scibelli este un asteroid din centura principală de asteroizi.

## Descriere
28618 Scibelli este un asteroid din centura principală de asteroizi. A fost descoperit pe 29 martie 2000 la Socorro, New Mexico, în cadrul proiectului LINEAR. Asteroidul prezintă o orbită caracterizată de o semiaxă mare de 2,29 ua, o excentricitate de 0,10 și o înclinație de 7,7° în raport cu ecliptica.